# Mühlhausen (Thür)
Mühlhausen (Thür) (niem. Bahnhof Mühlhausen (Thür)) – stacja kolejowa w Mühlhausen/Thüringen, w kraju związkowym Turyngia, w Niemczech. Znajduje się na linii Gotha – Leinefelde. Według DB Station&Service ma kategorię 4. 

## Linie kolejowe
- Linia Gotha – Leinefelde
- Linia Ebeleben – Mühlhausen
- Linia Mühlhausen – Treffurt